# Prezydent

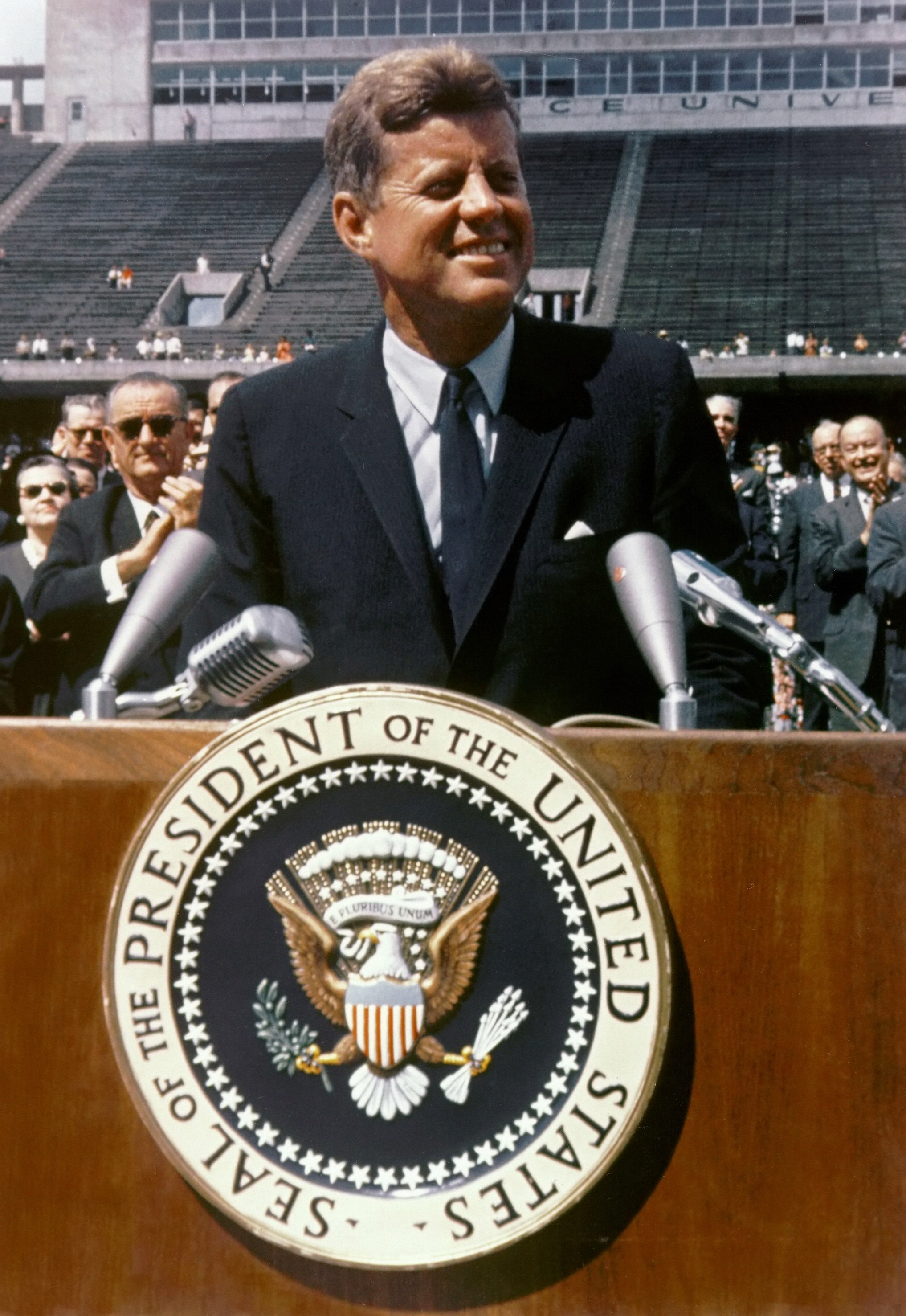
John F. Kennedy prezydent Stanów Zjednoczonych, w trakcie przemówienia do narodu o intensyfikacji wysiłków na rzecz wysłania człowieka na księżyc

Prezydent (łac. praesidens, ’zasiadający na czele’) – najwyższy urząd w państwie będącym republiką, zazwyczaj jednoznaczny z pełnieniem funkcji jednoosobowej głowy państwa (choć występują od tej zasady wyjątki). W systemie prezydenckim prezydent jest również szefem rządu (np. w USA). Małżonkę prezydenta zwyczajowo określa się mianem pierwszej damy.

## Rodzaje prezydentury
Ze względu na czas pełnienia urzędu występuje:
- Prezydent kadencyjny – sprawujący funkcję prezydenta przez określoną długość czasu, tj. kadencję. Ta forma prezydentury funkcjonuje w obecnym państwie polskim.
- Prezydent dożywotni – głowa państwa o tytule prezydenckim, która zgodnie z prawem swego kraju ma ją pełnić aż do śmierci. Taka instytucja istnieje niemal  wyłącznie w systemach dyktatorskich. Dożywotnimi prezydentami, którzy zmarli podczas swego urzędowania byli m.in. prezydent Jugosławii Josip Broz Tito (dożywotni prezydent w latach 1974–1980), Haiti François Duvalier (dożywotni prezydent w latach 1964–1971), czy Turkmenistanu – Saparmyrat Nyýazow (dożywotni prezydent w latach 1999–2006). De facto dożywotnim prezydentem Korei Północnej był w latach 1972–1994 Kim Ir Sen – w jego przypadku kolejne kadencje stanowiły czystą formalność. Polskim przykładem dożywotniej prezydentury jest August Zaleski, Prezydent Polski na Uchodźstwie, który pomimo formalnego zakończenia w 1954 r. kadencji prezydenckiej, nadal sprawował prezydenturę do śmierci w 1972 r.[2] Dożywotnio swe funkcje pełnili również dożowie Republiki Weneckiej przez cały czas jej istnienia (697-1797).
- Prezydent honorowy – honorowy tytuł, jaki może być nadany jako tytuł honorowej głowy państwa. Prawdopodobnie jedynymi takimi przypadkami były nadanie tytułu honorowej przewodniczącej ChRL Song Qingling (Madame Sun Jat-sen) (w maju 1981 roku), oraz nadanie podobnego tytułu (Wiecznego Prezydenta) Kim Ir Senowi już po jego śmierci.

Prezydent niebędący głową państwa występuje w:
- Iran – funkcję głowy państwa pełni Najwyższy Przywódca (ajatollah), zaś prezydent jest szefem rządu reprezentującym Iran w kontaktach międzynarodowych i często traktowanym jak faktyczna głowa państwa.
- Szwajcaria – Prezydent jest jedynie przewodniczącym Rady Związkowej, która jest konstytucyjną, kolegialną głową państwa.
- Bośnia i Hercegowina – Prezydentem określa się nieformalnie przewodniczącego Prezydium Bośni i Hercegowiny – trzyosobowego organu stojącego na czele państwa.

## Zastępca prezydenta
Zastępować prezydenta (w wykonywaniu obowiązków głowy państwa) może:
- Wiceprezydent – jest to osobny urząd przewidziany w prawie, urzędujący „obok” prezydenta.
- Prezydent tymczasowy (ad interim) – może to być osoba pełniąca urząd prezydenta tymczasowo będąca głową państwa, jest to pełnoprawny szef państwa, tylko nie na pełną kadencję. Za przykład może służyć wieloletni przewodniczący senatu Francji Alain Poher, który był tymczasowym prezydentem tego kraju przez kilka tygodni po ustąpieniu z urzędu generała de Gaulle’a w 1969 roku. I ponownie w 1974 po śmierci prezydenta Pompidou.
- pełniący obowiązki prezydenta – osoba, zazwyczaj pełniąca inny urząd publiczny (np. premiera, przewodniczącego parlamentu, przewodniczącego sądu najwyższego itd.), zastępująca prezydenta na mocy prawa. W Polsce marszałek Sejmu, który w razie opróżnienia urzędu lub czasowej niezdolności do jego sprawowania tymczasowo wykonuje obowiązki Prezydenta RP.

Przykłady tymczasowych prezydentów (czyli prezydentów, ale ad interim):
- Nicolae Văcăroiu (20 kwietnia 2007 – 23 maja 2007) – Rumunia
- Crin Antonescu (10 lipca 2012 – 28 sierpnia 2012) – Rumunia
(Pomimo iż prezydent Traian Băsescu jest zawieszony, a urząd nie jest teoretycznie opróżniony, Vacaroiu nosi tytuł tymczasowego prezydenta, a nie tylko p.o. prezydenta)
- Alain Poher (1969 i 1974) – Francja
- Valentín Paniagua (2000–2001) – Peru
- Adolfo de la Huerta (1920) – Meksyk
- Jules Louis Trochu (1870–1871) – Francja

Przykłady wykonujących obowiązki prezydenta, czyli tymczasowych głów państwa w okresie wakatu:
- Maciej Rataj (1922 i 1926) – Polska
- Bronisław Komorowski (2010) – Polska
- Jens Böhrnsen (2010) i Horst Seehofer (2012) – Niemcy
- László Kövér (2012) – Węgry

Przykłady p.o. prezydenta w zastępstwie urzędującego prezydenta:
- George H.W. Bush (1985) – USA, w zastępstwie Ronalda Reagana
- Dick Cheney (2002 i 2007) – USA, w zastępstwie George W. Busha
- Wiktor Czernomyrdin (1996) – Rosja, w zastępstwie Borysa Jelcyna